# Dusičnan kalifornitý
Dusičnan kalifornitý je silně radioaktivní anorganická sloučenina s chemickým vzorcem Cf(NO3)3. Může být použit pro přípravu dalších kalifornitých sloučenin.